# The Outwaters
The Outwaters es una película de terror estadounidense de 2022 escrita, dirigida y protagonizada por Robbie Banfitch. Se presenta como metraje encontrado de tarjetas de memoria pertenecientes a un grupo de amigos que se aventuran en el desierto de Mojave para grabar un vídeo musical, donde se encuentran con misteriosos y fenómenos amenazantes.
Se estrenó en el Festival de Cine de Nueva Jersey el 12 de febrero de 2022,  después de lo cual se proyectó en varios otros festivales de cine. La película fue estrenada en cines selectos de Estados Unidos por Cinedigm el 9 de febrero de 2023.

## Trama
La película comienza con una llamada de pánico al 9-1-1 junto con imágenes. presentando a los cuatro miembros principales del elenco: Robbie, Angela, Scott y Michelle, indicando que están desaparecidos. Un título Se muestra una tarjeta que explica que el metraje posterior fue recuperado de tres tarjetas de memoria encontradas en Mojave Desierto. La película muestra imágenes recuperadas de la casa de Robbie. cámara. Robbie es un aspirante a cineasta que vive en Los Ángeles que ha reclutado a su hermano Scott y a su amigo. Angela para ayudar a filmar un video musical para su amiga Michelle en el Desierto de Mojave. Mientras se preparaba para la expedición, celebra el cumpleaños de su hermano, festeja con Ángela y habla con Michelle sobre su madre recientemente fallecida. Imágenes filmadas desde el apartamento de Robbie de dos personas separadas. También se muestran los terremotos.
Los cuatro amigos empacan su equipo y comienzan su viaje, pasando la primera noche en un pequeño lago. Al día siguiente continúan adentrándose en el desierto y se encuentran con una manada de burros. Llegan a su ubicación final, una pequeña ladera cerca del lecho de un lago seco, y comienzan a instalar el campamento. Al otro lado del lecho del lago, Robbie filma una figura roja pero no parece darse cuenta. Por la noche, los cuatro se despiertan con sonidos retumbantes y ruidos frenéticos de animales que parecen acercarse. Scott y Robbie salen de su tienda para investigar, pero no encuentran pistas. Robbie continúa solo y ve una luz estroboscópica a lo largo de un sendero en la ladera.
Al día siguiente, la tripulación discute los extraños acontecimientos de la noche anterior y comenzar a filmar el vídeo. Durante un descanso, Robbie y Michelle investigan el área donde vio el luz y grabar ruidos agudos provenientes de un lugar cercano agujero, sintiendo algo inusual debajo de la tierra. robbie comenta que la batería de su cámara no se ha descargado en todo el tiempo que han estado allí. Más tarde, Robbie ve un hacha cerca en la cima de una colina. El equipo se dirige al lecho del lago para terminar de filmar. el vídeo, y el sonido es superado por ruidos similares a los que se escucharon antes en el hoyo. Por la noche, la tripulación una vez más Escuche los estallidos y los sonidos de los animales. Robbie se aleja y es atacado por un hombre desconocido empuñando el hacha, sufriendo una lesión craneal. Robbie regresa al campamento, aparentemente desorientado. y encuentra a las dos niñas frenéticas y a Scott dormido.
La cámara muestra a Robbie corriendo por el desierto mientras las dos niñas gritan y suplican por sus vidas. Se encuentra con Scott y Angela, ambos empapados de sangre. Robbie escapa y se refugia en un pequeño barranco. A la mañana siguiente sale, todavía desorientado y vagando por el desierto sin rumbo fijo. Descubre que el área ahora está infestada de criaturas parecidas a gusanos que gritan. Esa noche, regresa al campamento para encontrar las dos tiendas cubiertas de sangre y vísceras y ve lo que parece ser el cuerpo de Michelle. Tiene varios encuentros cercanos con el agresor de antes. Luego la luz lo transporta a un charco de líquido rojo. Lo llevan de regreso al desierto, vomita sangre y se quita una sustancia desconocida de su pie. Se encuentra con la manada de burros y luego ve un espejismo de él y sus tres amigos del pasado caminando por el desierto. Ve a Michelle empapada de sangre corriendo por el lecho del lago y la persigue. Se encuentra con Scott y Angela ensangrentados, actuando normalmente, en el campamento. Al salir de la tienda, se encuentra en la casa de su madre y luego en el ala de un avión, donde ve a Scott a través de la ventana. De vuelta en el desierto, Robbie filma lo que parece ser un gran monstruo y huye. Se encuentra con Angela en el campamento y los dos son atacados por gusanos. Llevado por una fuerza invisible, Robbie es llevado nuevamente a la piscina y se muestra a la cámara volando rápidamente a través de una serie de luces blancas antes de regresar al desierto. Robbie encuentra una máscara de gas y un viejo letrero que indica que se trata de un área restringida por el gobierno y se encuentra nuevamente con el agresor, quien, tras una inspección más cercana, parece ser una especie de doppelgänger. Al día siguiente, Robbie encuentra las cabezas en descomposición de sus tres compañeros empaladas con picas. Luego encuentra un diente de animal en el suelo. Lo usa para cortarse el pene y luego se destripa. La película termina con una toma de Robbie, herido de muerte, extendiendo la mano hacia el cielo.

## Elenco
- Robbie Banfitch como Robbie Zagorac [4]
- Ángela Basolis como Ángela Bocuzzi [4]
- Scott Schamell como Scott Zagorac [4]
- Michelle mayo como Michelle agosto [4]
- Leslie Ann Banfitch como Leslie Zagorac [2]
- Aro Caitlin como Aro Aguilar
- Christine Brown como operadora del 911
- Nancy Bujnowski como asistente de vuelo

## Liberar
The Outwaters se estrenó en el Festival de Cine de Nueva Jersey el 12 de febrero de 2022. Luego se presentó en otros festivales de cine como el Unnamed Footage Festival, Panic Fest y el Chattanooga Film Festival,  así como en el Dead of Night Film Festival en Liverpool, Inglaterra. En septiembre de 2022, Cinedigm adquirió los derechos de distribución de la película en América del Norte. El 3 de febrero de 2023, Blue Finch Film Releasing adquirió los derechos de distribución internacional de la película para territorios fuera de América del Norte.
La película está programada para un estreno limitado en cines de Cinedigm en los Estados Unidos el 9 de febrero de 2023, seguido de un estreno en el servicio de transmisión de terror Screambox el 17 de febrero de 2023.
Se celebró una fiesta posterior en un bar de Astoria, Queens, el 13 de febrero de 2023, que incluyó una proyección de “Trash Humpers” de Harmony Korine.

## Recepción

### Respuesta de la crítica
En el sitio web del agregador de reseñas Rotten Tomatoes, la película tiene una puntuación promedio ponderada del 71% basada en 51 reseñas, con una calificación promedio de 8/10. Su consenso crítico dice: "The Outwaters puede parecer frustrante para algunos espectadores, pero sigue siendo una porción ambiciosa, y en general efectiva, de terror de metraje encontrado".
Los Angeles Times, The New York Times, Rolling Stone, SlashFilm, Collider, Jezebel y The Daily Beast dieron críticas positivas a la película.
Meagan Navarro de Bloody Disgusting elogió la película por "[transformar] el formato de metraje encontrado en algo mucho más transgresor", y escribió que "Banfitch adormece sin piedad a los espectadores con una introducción relajante antes de abrir un oscuro abismo debajo de ellos, arrojándolos a un Un pozo inmersivo de locura visceral". Grace Detwiler, que escribe para Rue Morgue, afirmó que la película "probablemente será más eficaz para los espectadores que se ven fuertemente afectados por el poder de la sugestión". Afirmando que el manejo de la caracterización que hace la película es a la vez su mayor defecto y su mayor logro, añadió que "Banfitch tiene un claro talento para el desarrollo de personajes, que se tira por la ventana tan pronto como comienza el verdadero horror. Sin embargo, conocer a su El elenco de personajes sólo hace que ver su aniquilación sea más desgarrador al final."

### Premios
| Año  | Premio                      | Categoría                               | Resultado | Referencia |
| ---- | --------------------------- | --------------------------------------- | --------- | ---------- |
| 2022 | Unnamed Footage Festival    | Premio del jurado al mejor largometraje | Ganador   | [ 2 ]      |
| 2022 | Dead of Night Film Festival | Mejor largometraje                      | Ganador   | [ 2 ]      |